# 竹内善次
竹内 善次（たけうち ぜんじ、1892年（明治25年）3月29日 - 1978年（昭和53年）2月13日）は、大日本帝国陸軍軍人。最終階級は陸軍少将。陸軍の気象分野での第一人者として知られる。

## 経歴
1892年（明治25年）に香川県で生まれた。陸軍士官学校第24期卒業。1936年（昭和11年）8月に陸軍砲工学校気象部長に就任し、1937年（昭和12年）7月に第1野戦気象隊長（北支那方面軍）に転じ、日中戦争に出動。1938年（昭和13年）7月に陸軍歩兵大佐に進級し、1940年（昭和15年）3月9日に陸軍重砲兵学校研究部主事に転じ、7月23日に下関重砲兵連隊長、1941年（昭和16年）10月に東寧重砲兵連隊長と歴任した。
1943年（昭和18年）2月15日に津軽要塞司令官に就任し、3月1日に陸軍少将に進級した。1944年（昭和19年）5月に陸軍気象部長・陸軍中央気象部長となり、1945年（昭和20年）1月19日に陸海軍気象委員会委員長に任命された。
1947年（昭和22年）11月28日、公職追放仮指定を受けた。